# Lista siturilor arheologice din județul Suceava - A
Lista siturilor arheologice din județul Suceava - A conține toate siturile arheologice din județul Suceava înscrise în Repertoriul Arheologic Național (RAN) și aflate în localități al căror nume începe cu litera A. RAN este administrat de Ministerul Culturii și Patrimoniului Național și cuprinde date științifice, cartografice, topografice, imagini și planuri, precum și orice alte informații privitoare la zonele cu potențial arheologic, studiate sau nu, încă existente sau dispărute.
Puteți căuta un sit din localitățile care încep cu litera A folosind formularul de mai jos sau puteți naviga prin toate siturile din județ la Lista siturilor arheologice din județul Suceava.
| Cod RAN                                 | Denumire | Localitate                    | Adresă             | Datare                                 | Descoperit | Coordonate                                              | Imagine           | Erori            |
| --------------------------------------- | --- | ----------------------------- | ------------------ | -------------------------------------- | ---------- | ------------------------------------------------------- | ----------------- | ---------------- |
| 146879.01.01 (Cod LMI: SV-I-s-A-05393)  | Ruinele curții boierești de la Arbore - "La Movileanca" / ansamblu curtea Arboreștilor (Categorie: locuire civilă) (Tip: Curte boierească)   | sat Arbore, comuna Arbore     | La Movileanca      | sec. XVI                               |            |                                                         | Încărcați imagine | Raportați eroare |
| 146879.02.01 (Cod LMI: SV-I-s-A-05394)  | Curtea boierească medievală de la Arbore - "La Saghieni" / ansamblu anonim (Categorie: locuire civilă) (Tip: Curte boierească)               | sat Arbore, comuna Arbore     | La Saghieni        | sec.XV- XVII                           |            |                                                         | Încărcați imagine | Raportați eroare |
| 146806.02.01                            | Așezarea cucuteniană de la Adâncata - "Dealul Lipovanului" / ansamblu anonim (Categorie: locuire civilă) (Tip: așezare)                      | sat Adâncata, comuna Adâncata | Dealul Lipovanului | Cucuteni - A, AB, B                    | 1983       | 47°45′56″N 26°16′55″E / 47.76556°N 26.28194°E           | Încărcați imagine | Raportați eroare |
| 146806.01.01                            | Necropola tumulară din epoca bronzului de la Adâncata - "Imaș" / ansamblu anonim (Categorie: descoperire funerară) (Tip: Necropolă tumulară) | sat Adâncata, comuna Adâncata | Imaș               | Costișa - Komarov                      | 2000       | 47°45′56″N 26°16′55″E / 47.76556°N 26.28194°E           | Încărcați imagine | Raportați eroare |
| 146806.01.01                            | Necropola tumulară din epoca bronzului de la Adâncata - "Imaș" / complex T3 (Categorie: descoperire funerară) (Tip: tumul)                   | sat Adâncata, comuna Adâncata | Imaș               | Costișa-Komarov                        | 2000       | 47°45′56″N 26°16′55″E / 47.76556°N 26.28194°E           | Încărcați imagine | Raportați eroare |
| 146806.01.01                            | Necropola tumulară din epoca bronzului de la Adâncata - "Imaș" / complex T4 (Categorie: descoperire funerară) (Tip: tumul)                   | sat Adâncata, comuna Adâncata | Imaș               | Costișa-Komarov                        | 2000       | 47°45′56″N 26°16′55″E / 47.76556°N 26.28194°E           | Încărcați imagine | Raportați eroare |
| 146806.01.01                            | Necropola tumulară din epoca bronzului de la Adâncata - "Imaș" / complex anonim (Categorie: descoperire funerară) (Tip: tumul)               | sat Adâncata, comuna Adâncata | Imaș               | Costișa-Komarov                        | 2000       | 47°45′56″N 26°16′55″E / 47.76556°N 26.28194°E           | Încărcați imagine | Raportați eroare |
| 146806.01.01                            | Necropola tumulară din epoca bronzului de la Adâncata - "Imaș" / complex anonim (Categorie: descoperire funerară) (Tip: tumul)               | sat Adâncata, comuna Adâncata | Imaș               | Costișa-Komarov                        | 2000       | 47°45′56″N 26°16′55″E / 47.76556°N 26.28194°E           | Încărcați imagine | Raportați eroare |
| 146806.01.01                            | Necropola tumulară din epoca bronzului de la Adâncata - "Imaș" / complex T1 (Categorie: descoperire funerară) (Tip: tumul)                   | sat Adâncata, comuna Adâncata | Imaș               | Costișa-Komarov                        | 2000       | 47°45′56″N 26°16′55″E / 47.76556°N 26.28194°E           | Încărcați imagine | Raportați eroare |
| 146806.01.01                            | Necropola tumulară din epoca bronzului de la Adâncata - "Imaș" / complex T2 (Categorie: descoperire funerară) (Tip: tumul)                   | sat Adâncata, comuna Adâncata | Imaș               | Costișa-Komarov                        | 2000       | 47°45′56″N 26°16′55″E / 47.76556°N 26.28194°E           | Încărcați imagine | Raportați eroare |
| 146806.01.01                            | Necropola tumulară din epoca bronzului de la Adâncata - "Imaș" / complex T7 (Categorie: descoperire funerară) (Tip: tumul)                   | sat Adâncata, comuna Adâncata | Imaș               | Costișa-Komarov                        | 2000       | 47°45′56″N 26°16′55″E / 47.76556°N 26.28194°E           | Încărcați imagine | Raportați eroare |
| 146806.01.01                            | Necropola tumulară din epoca bronzului de la Adâncata - "Imaș" / complex T8 (Categorie: descoperire funerară) (Tip: tumul)                   | sat Adâncata, comuna Adâncata | Imaș               | Costișa-Komarov                        | 2000       | 47°45′56″N 26°16′55″E / 47.76556°N 26.28194°E           | Încărcați imagine | Raportați eroare |
| 146806.01.01                            | Necropola tumulară din epoca bronzului de la Adâncata - "Imaș" / complex T9 (Categorie: descoperire funerară) (Tip: tumul)                   | sat Adâncata, comuna Adâncata | Imaș               | Costișa-Komarov                        | 2000       | 47°45′56″N 26°16′55″E / 47.76556°N 26.28194°E           | Încărcați imagine | Raportați eroare |
| 146806.01.01                            | Necropola tumulară din epoca bronzului de la Adâncata - "Imaș" / complex T10/2005 (Categorie: descoperire funerară) (Tip: tumul)             | sat Adâncata, comuna Adâncata | Imaș               | Costișa-Komarov                        | 2000       | 47°45′56″N 26°16′55″E / 47.76556°N 26.28194°E           | Încărcați imagine | Raportați eroare |
| 146806.03.01 (Cod LMI: SV-II-m-A-05486) | Biserica de lemn "Sf. Dumitru" de la Adâncata / ansamblu anonim (Categorie: structură de cult/religioasă) (Tip: biserică)                    | sat Adâncata, comuna Adâncata |                    | sec. XVIII                             |            | 47°43′51″N 26°17′39″E / 47.7308333333°N 26.2941666667°E | Încărcați imagine | Raportați eroare |
| 146806.04.01                            | Așezarea de epoca bronzului de la Adâncata - ,,Sub Pădure" / ansamblu anonim (Categorie: locuire civilă) (Tip: Așezare)                      | sat Adâncata, comuna Adâncata | Sub Pădure         | Costișa-Komariv                        | 2001       | 47°43′51″N 26°18′24″E / 47.73083°N 26.30667°E           | Încărcați imagine | Raportați eroare |
| 148532.01.01                            | Situl arheologic de la Antoceni-Săliște / ansamblu anonim (Categorie: descoperire funerară) (Tip: Locuire)                                   | sat Antoceni, comuna Forăști  | Săliște            | Precucuteni                            |            |                                                         | Încărcați imagine | Raportați eroare |
| 148532.01.02                            | Situl arheologic de la Antoceni-Săliște / ansamblu anonim (Categorie: descoperire funerară) (Tip: așezare)                                   | sat Antoceni, comuna Forăști  | Săliște            | Cucuteni - A și B                      |            |                                                         | Încărcați imagine | Raportați eroare |
| 148532.01.03                            | Situl arheologic de la Antoceni-Săliște / ansamblu anonim (Categorie: descoperire funerară) (Tip: Locuire)                                   | sat Antoceni, comuna Forăști  | Săliște            | Noua                                   |            |                                                         | Încărcați imagine | Raportați eroare |
| 148532.01.04                            | Situl arheologic de la Antoceni-Săliște / ansamblu anonim (Categorie: descoperire funerară) (Tip: Locuire)                                   | sat Antoceni, comuna Forăști  | Săliște            | Gáva-Holihrady (grupul Grănicești)     |            |                                                         | Încărcați imagine | Raportați eroare |
| 148532.01.05                            | Situl arheologic de la Antoceni-Săliște / ansamblu anonim (Categorie: descoperire funerară) (Tip: Locuire)                                   | sat Antoceni, comuna Forăști  | Săliște            | Sântana de Mureș - Cerneahov sec. IV-V |            |                                                         | Încărcați imagine | Raportați eroare |
| 148532.01.06                            | Situl arheologic de la Antoceni-Săliște / ansamblu anonim (Categorie: descoperire funerară) (Tip: Locuire)                                   | sat Antoceni, comuna Forăști  | Săliște            | sec. VI-VIII                           |            |                                                         | Încărcați imagine | Raportați eroare |
| 148532.01.07                            | Situl arheologic de la Antoceni-Săliște / ansamblu anonim (Categorie: descoperire funerară) (Tip: Locuire)                                   | sat Antoceni, comuna Forăști  | Săliște            | sec. XIV-XVII                          |            |                                                         | Încărcați imagine | Raportați eroare |